# TINY
TINY（タイニー、微影）は、香港のミニカーメーカー。

## 概要
2005年香港にて設立された。1/64サイズのミニカーをラインナップしている。大きな特徴としては、香港を走る緊急車両や建設車両など、実車の働く車を忠実に再現していることが挙げられる。他のミニカーに多いスポーツカーやスーパーカーのラインナップは少ない。
香港を走る日本車が多いため、日本車のラインナップが多く、日本でも模型ショップや家電量販店などで販売されている。
香港、日本のほか、台湾、マカオ、英国仕様の車両もラインナップされている。車両のほかに鉄道や船も少なからずある。
箱には大きく番号が書かれており、2021年7月現在200番まで販売されている。色違い、仕様違いが同じ番号で再度販売されることもある。
タカラトミーのチョロQの様にディフォルメされたTINY Qというミニカー(但し、チョロQと違いコインを後部に挟んでウィリー走行する事は出来ない。)も販売している。
ジオラマセットも販売しており、歩道橋がある日本の道路や、香港の旧市街のビル、九龍バス立体駐車場がラインナップされている。また人形のセットなども販売している。